# A cuncolta independentista
A Cuncolta Independentista était un parti politique qui se réclamait du nationalisme corse, fondé en 1998 à partir d'A cuncolta naziunalista, il a fusionné avec Corsica Viva, Partitu per l'indipendenza, Associu per a suvranità et Cullettivu naziunale pour former le parti Indipendenza en 2001.